# Computer-supported collaboration
Quando si parla di computer-supported collaboration (collaborazione con l'aiuto del computer) ci si riferisce a tutta una serie di situazioni in cui la tecnologia, nello specifico Internet, è usata come mezzo per la comunicazione e la cooperazione nello svolgimento di determinate attività sociali, ricreative o lavorative (in questo caso si parla anche di Computer Supported Cooperative Work) da parte di gruppi, organizzazioni o comunità.

## Caratteristiche

### Obiettivi principali
Il settore della comunicazione mediata dal computer, o CMC, si occupa nello specifico di studiare come le persone usano i computer per costruire e mantenere relazioni con altre persone, scambiare informazioni e prendere decisioni in merito a vari argomenti. La CMC focalizza il suo interesse sull'incontro stesso fra persone provenienti da diversi luoghi e culture, mentre, al contrario, la CSC si occupa dei risultati di queste relazioni e delle collaborazioni a cui portano. La CSC si concentra sulle teorie della cooperazione e della "presa di decisioni" collettiva, e su aspetti riguardanti questi temi come la contrattazione. Ad esempio, le aste e i sistemi di mercato, i quali si basano su un rapporto fra domanda e offerta, vengono studiati nell'ambito della CSC e non come esempio di comunicazione.
Si è cominciato ad usare il termine CSC negli anni novanta al posto di altri termini quali groupware, che è poi diventato un termine usato per indicare un determinato prodotto commerciale, o Computer Supported Cooperative Work, incentrato nella cooperazione all'interno dell'ambiente lavorativo.

### Software
Bisogna distinguere fra due diversi tipi di software:
- social software, o software sociale, che porta alla formazione di legami sociali come scopo primario; vedi ad esempio i social network come Facebook o Twitter;
- software collaborativo, che dà come risultato la formazione di piattaforme o luoghi in cui diversi gruppi di persone possono riunirsi per collaborare a un determinato progetto.

Tutte le nuove applicazioni di Internet come i servizi di email, le chat, o i wiki, possono essere descritte sia come sociali che come collaborative. Chi dà maggiore importanza all'aspetto sociale si concentra sulle cosiddette "comunità virtuali" che si possono formare grazie a queste tecnologie, mentre chi si focalizza sull'aspetto collaborativo è più interessato al risultato e ai contenuti della collaborazione. Che un software abbia come scopo la formazione di legami sociali più stretti o di uno specifico prodotto, è indubbio che non si può supportare la collaborazione senza contribuire allo stesso tempo alla formazione di relazioni, ed è altresì difficile mantenere una buona interazione sociale senza un minimo di lavoro di collaborazione.
La differenziazione fra software sociale e collaborativo può in qualche modo essere paragonata a quella fra "gioco" e "lavoro". Secondo alcuni studiosi, qualora si riesca ad applicare al lavoro certe caratteristiche dei giochi quali l'interattività o la sperimentazione di nuovi mezzi, l'uso del computer diventerebbe un'esperienza più stimolante e l'attività lavorativa sarebbe più piacevole. Questa teoria è il frutto di numerosi studi compiuti negli ottanta e novanta sull'uso dei vari giochi di ruolo, o MUD, esistenti su Internet. Per la loro natura questi giochi di ruolo potrebbero essere considerati come una forma, seppur semplice, di collaborazione, ma sono pochi i teorici che li annoverano fra gli esempi di CSC.